# Ventana de sueños
La Ventana de Sueños es un faro y monumento público ubicado en Puerto Colombia, departamento del Atlántico, Colombia. Su construcción empezó en marzo de 2023 en una glorieta del malecón de Puerto Colombia, cerca de la playa de Miramar, y fue inaugurado el 18 de diciembre del mismo año. La obra es un homenaje a los inmigrantes que ingresaron al país por el municipio de Puerto Colombia, población que nació con el muelle por el que entraron muchos adelantos tecnológicos al país desde el 31 de diciembre de 1888.
La obra es autoría del arquitecto samario James Ariza Barraza -egresado de la Universidad del Atlántico, profesor de la facultad de Arquitectura- y del ingeniero Alays Ariza Barraza -egresado de la Universidad del Magdalena-, quienes fundaron la empresa de diseño e ingeniería HABA en Santa Marta en 2019.

## Características
La altura de la obra es de 70 metros y el peso de acero de la estructura es de 105 toneladas de acero galvanizado en caliente.
En la cimentación se instalaron 1680 metros cuadrados de micropilotes de 20 centímetros de diámetro y 18 metros de largo. En total se instalaron 56 pilotes. Tendrá 157,78 metros cúbicos de concreto estructural y 38 toneladas de acero estructural.
En cuanto a urbanismo, la obra tiene 27,92 metros cúbicos de concreto estructural, 1,72 toneladas de acero y 1.095 metros cuadrados de concreto estampado para las zonas duras y 732 metros cuadrados de zonas verdes con grama sintética y arborización.
Para su ejecución se emplearon 80 toneladas de andamios, más de 150 personas directamente trabajando en la construcción y una grúa PH de 200 toneladas para el montaje de la estructura.
El peso del aluminio de la fachada alcanza las 25 toneladas y tiene 1.940 metros cuadrados de vidrio laminado y endurecido con serigrafía de colores ‘custom’ diseñados especialmente para el monumento.
La luz del faro tiene un alcance de 20 millas náuticas o 35 km, y sistema de energía autónomo fotovoltaico. Se emplearon más de 20 mil tornillos de acero inoxidable para la fijación y anclaje de los vidrios.

## Historia
El monumento fue construido por iniciativa del empresario barranquillero Christian Daes a través de su empresa Tecnoglass como homenaje a los inmigrantes extranjeros que arribaron al país por Puerto Colombia, entre ellos su padre, José Daes.